# Сушківка
Су́шківка — село в Україні, в Уманському районі Черкаської області. У селі мешкає 1248 осіб.

## Назва села
Існує три легенди, пов'язані з назвою села:
- Колись на місці, де розташоване с. Сушківка, стояла козацька сотня, яка охороняла село від набігів кочових племен. Сотником у козаків був Сушковецький. З того часу і пішла назва Сушковецька сотня, Сушковецьке поселення.
- Внаслідок певного географічного положення, а саме гранітні породи, які виступають вздовж бурунів річок Уманка і Ятрань, в даній місцевості випадає мало опадів. Тому назва села походить від слова суш, сухо.
- Серед жителів села було багато відьом. Тому Бог прогнівався на них і послав посуху на цю територію.

## Історія

### Стародавні часи

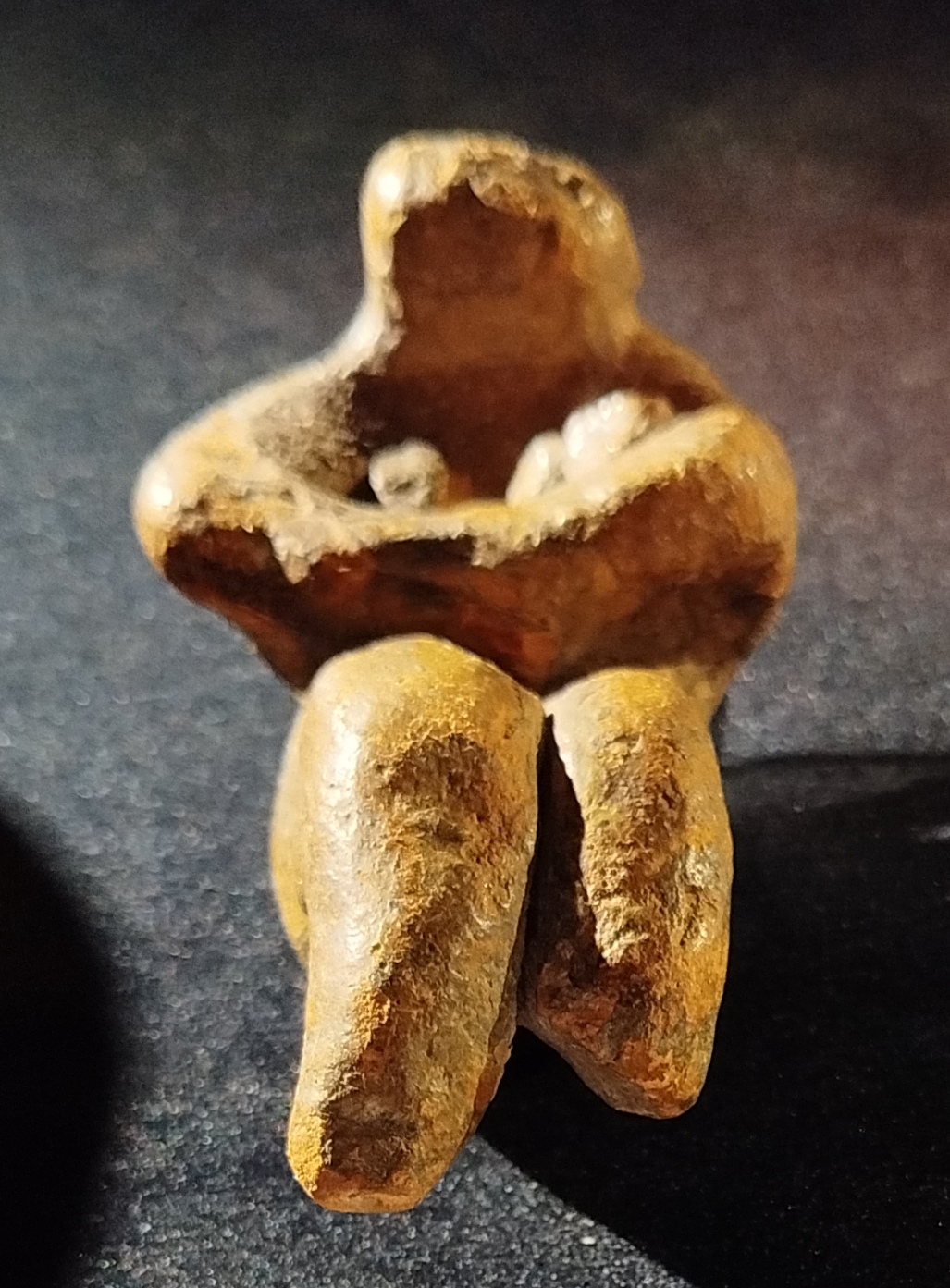
Глиняна «Мадонна з дитям» із Сушківки. IV тис. до н. е. З фондів Львівського історичного музею

Розташоване за 12 км від міста Умань, на берегах річок Уманка і Ятрань. З археологічних розкопок, які проводились в 1916, 1926, 1932 роках науковими співробітниками Києва та Умані, було виявлено речові пам'ятки. Біля Сушківки у 1916 році виявлене поселення трипільської культури. Тут знайдено одну з перших моделей жител періоду Трипільської культури, а також пам'ятки Черняхівської культури. З речових пам'яток нам стало відомо, що стародавні жителі займалися землеробством, скотарством, рибальством.
В книзі 1895 року, автором якої є В. Б. Антонович, яка має назву «Археологічна мапа Київської губернії»  зазначено, що в Сушківці є 2 кургани.

### Гетьманщина
Село Сушківка існує з незапам'ятних часів. Перші письмові відомості про цей населений пункт належать до XVI ст. В окремих історичних документах записано, що в 1654 році село було названо містечком, а в 1657 році в кінці серпня з'явилася татарська навала біля села і зараз же відступила, чекаючи більшої кількості орди.
Із розкопок, проведених на території села, відомо, що містечко Сушківка було укріплене великим кам'яним муром від ворогів.
В 1664 році містечко належало польському магнатові Мартину Калиновському. В ньому було 43 двори і один водяний млин.
З 1726 р. село Сушківка стало володінням магната Ф. С. Потоцького.
В книзі Похилевича 1864 року «Сказання про населені місцевості Київської губернії» описано село Гродзево, де зазначені відомості щодо Сушківки. В книзі вказано, що церква в Сушківці Троїцька, дерев'яна, збудована в 1748 році. Вона була самостійною приходською і мала узаконену кількість землі.
В 1758 році в Сушківці налічувалось 100 дворів. За даними 1800 р., в селі було 216 чоловік-кріпаків.

### Російська імперія
В книзі Похилевича 1864 року «Сказання про населені місцевості Київської губернії» вказано в описі с. Гродзева, що церква в Сушківці була відновлена в 1855 році. І за розпорядженням військового керівництва в 1841 році вона була приписана до Гродзевської, і землі віддані селянам в тому ж році. А загалом мешканців 1040.
З 1843 р. по 1856 р. Сушківка належала до військових поселень, а Умань була центром п'яти округів Київської та Подільської губернії. Військові поселення були вигадкою всесильного царського міністра графа Аракчеєва, щоб дешевше обходилося державі утримання армії. Солдати військових поселень вели сільське господарство і мусили займатися військовою муштрою. Село являло собою «волость» якогось офіцера, який командував волостю і солдатами, що тут жили.
Дались вони взнаки поселенцям: треба було прохарчувати себе, свою сім'ю, а за спиною завжди стояла військова муштра. Дехто пробував тікати. Та куди втечеш? В Уманському краєзнавчому музеї зберігається колія наказу від 18 січня 1852 року по II Маньківському резервному гусарському полку, надіслана в 6-й ескадрон в с. Цеберманівку (нині Іванівку) для оголошення про те, що солдата Омельяна Загурського за побіг покарано тисячею ударів шпіцрутенами (довгими дубцями). Він був проведений крізь стрій в 500 солдатів два рази.
За записом архівних матеріалів, в селі в 1836 році було населення 460 душ кріпаків-чоловіків, а за переписом на 7.10.1958 року в Сушківці налічувалось 507 чоловіків і 450 жінок.
Згодом військові поселення були ліквідовані. В Сушківці, як і скрізь, це сталося в 1857 році.
Кріпаччина гнітила думку прогресивних діячів, гальмувала подальший розвиток продуктивних сил суспільства. Кримська війна 1853—1856 років показала всю гнилість кріпосницького ладу. Становище селян дедалі ставало гіршим. Весь розвиток суспільства поставив на чергу скасування кріпаччини. Реформа 1861 року, яка скасувала кріпаччину, прискорила розклад феодального ладу і створила сприятливі умови для розвитку капіталізму в царській Росії, в тому числі і на Уманщині. На території Сушківки знайдено декілька медалей Кримської війни 1853—1856 рр. Це підтверджує те, що багато наших односельчан були учасниками цієї війни і відзначені нагородами.
Реформа, яку провів царський уряд, поліпшила селянське життя. Трудовий люд Сушківки виплачував великий грошовий викуп за землю.
Населення села зростало. Вже в 1861 році тут налічувалось 1309 осіб.
На вимогу українців уряд змушений був відкрити в 1860 р. церковно-парафіяльну школу. Але в ній не всі діти могли навчатися грамоти. Навчалися переважно діти заможніших селян. Крім цього, не було приміщення.
У 1900 році це було село на 210 дворів із населенням 2019 осіб; із них чоловічої статі — 1012, жіночої — 1007 душ. Селяни жили в невеличких хатах під солом'яними стріхами.
Окремі селяни відправлялися на заробітки в Херсонську губернію. В селі була церква і церковно-приходська школа. В 1910 році школа розміщалась в селянській хаті заможного селянина Павла, який на той час в селі не жив. Потім цю школу перевели ближче до церкви, в солом'яну(?) хату. В школі навчались діти в двох групах по 12-15 осіб в кожній. Дітей навчав дячок Драган. Освітою, церквою управляв на той час Мельник Федосій. Неписьменність селян була майже повною.
В 1912 розпочалось будівництво приміщення для школи. Місце для її спорудження вибрали в центрі села, біля церкви, оскільки на той час фактичним керівником села був піп Кротевич.
Навчання в школі розпочиналось восени і закінчувалось перед різдвяними святами. Розпочинались уроки із служіння в церкві. Діти навчались у трьох групах, старшим учителем був Оратівський Василь, помічниками учителя були учні старших класів. Учитель Оратівський харчувався в селянина Пустомитенка, дід Сидір один раз в тиждень приносив до школи воду. Будівництво школи закінчилось в 1914 р. Із спогадів старожилів Мельника Л. М. і Слабінського Т. С. відомо, що в цьому ж 1914 році в Сушківці за третю групу складали екзамени учні із 12 навколишніх сіл, присутніми на екзаменах були 12 попів.
Важкі умови життя вчителів привели до частої їх зміни, тому окремі учні, після закінчення школи, ставали на їх місце.
Був в селі водяний млин, крупорушка, олійня, що належали Мельнику Феодосію.
Письменних людей в селі було дуже мало. Хвиля революційних подій 1905—1907 років докотилась і до с. Сушківки. Лікар Василь Пушкін, висланий сюди з робітничого центру за політичну неблагонадійність, в 1906 році оселився в селі, надавав селянам медичну допомогу і одночасно поширював революційні ідеї.

### Українська революція
В 1917 році село входить до складу Української Народної Республіки.
Внаслідок поразки Перших визвольних змагань село надовго окуповане більшовицькими загарбниками.

### Радянська окупація
У 1920-х роках у селі діяла дослідна станція кабінету антропології та етнології ім. Ф. Вовка.
В 1927 році була створена семирічна школа, де навчались всі діти селян. Була ліквідована неписьменність і малописьменність. Селяни почали об'єднуватись у сільськогосподарські артілі.
В селі було створено три артілі: «Нове життя», «Друга П'ятирічка», «Червона зірка».
В 1932—1933 селяни пережили Голодомор.

### Німецька окупація
З початком німецько-радянської війни понад 250 сушківчан було примусово мобілізовано до лав Червоної Армії.
1 серпня 1941 року гітлерівці увійшли в село. 210 юнаків і дівчат було забрано на примусові роботи до Німеччини.

### Відновлена радянська окупація
До початку війни з 1941 р. в Сушківці працювала початкова школа, яка продовжувала працювати протягом воєнних років. Директором школи під час Німецько-радянської війни був Мельник Іван Кіндратович. В 1948-49 рр. початкова школа стала семирічкою, директором школи був Стороженко М. Г.
В 1953 р. Сушківська семирічна школа стала середньою.

### Незалежна Україна

Ткацький верстат із Сушківки

З 24 серпня 1991 року село входить до складу незалежної України.
В Уманському краєзнавчому музеї зберігається ткацький верстат, переданий жителем Сушківки В. Солодчук.

## Населення

### Мова
Розподіл населення за рідною мовою за даними перепису 2001 року:
| Мова       | Відсоток |
| ---------- | -------- |
| українська | 98,72 %  |
| російська  | 0,8 %    |